# Gerd (mytologi)

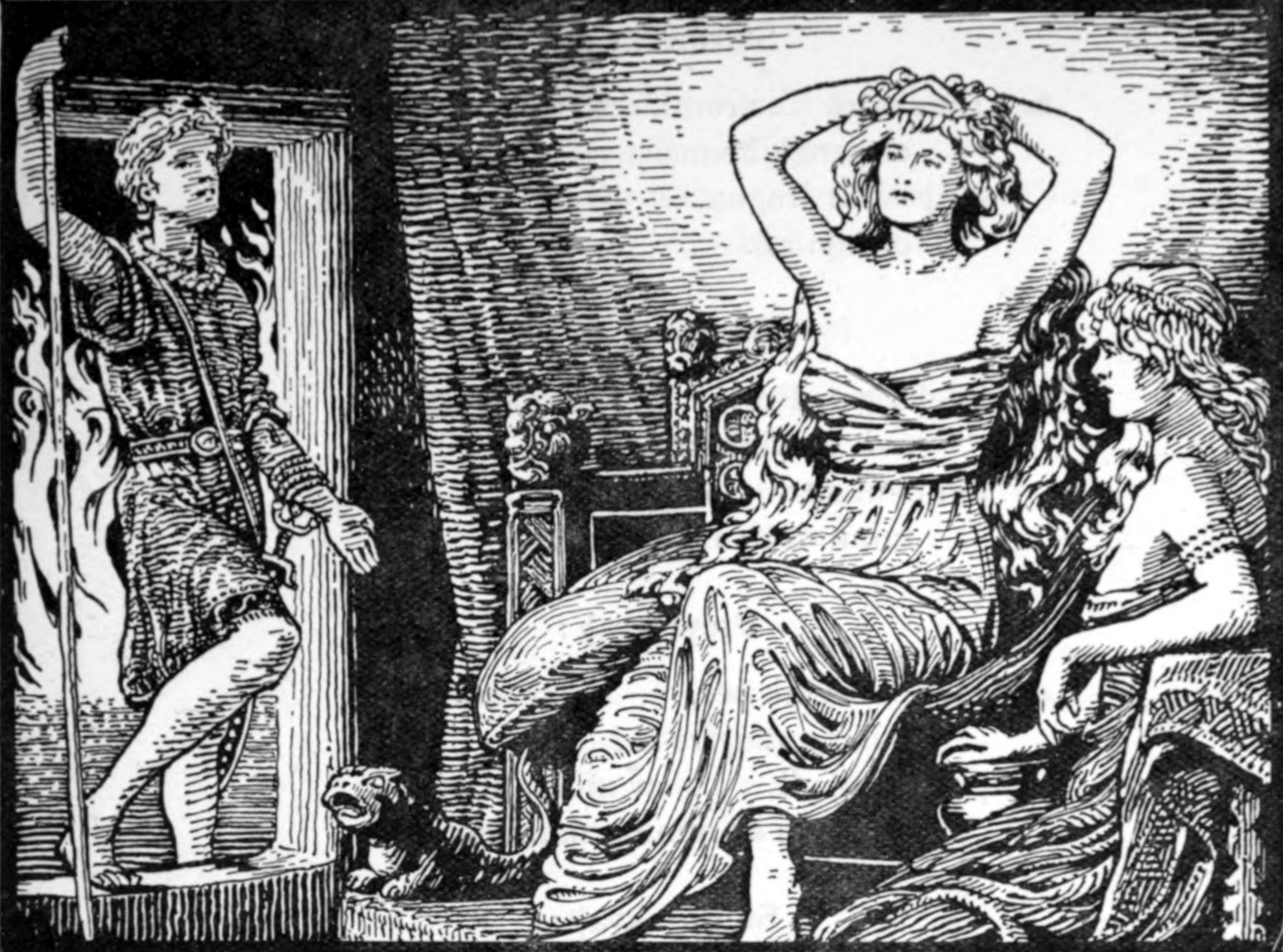
Skirners meddelande till Gerd.

Gerd (fvn: Gerðr) är i nordisk mytologi en vacker jättinna som är dotter till Gymer och Aurboda. Hon tilldrar sig Frejs uppmärksamhet och tvingas till att bli hans maka. Med honom får hon, enligt Ynglingasagan, sonen Fjölner.
Det berättas i Skírnismál, i den poetiska Eddan, att Frej en gång satt i Odens torn Lidskjalf (Hlidskjálf), blickade norrut, fick syn på Gerd och fylldes så av åtrå att han varken kunde tala, äta eller sova. Hans tjänare Skirner (Skírnir) begav sig till Jotunheim för att för Frejs räkning fria till Gerd. Det var brukligt bland de högre skikten att man friade genom ombud. För uppdraget äskade Skirner efter Frejs häst som skulle kunna föra honom över den eldmur som skyddade mön samt Frejs svärd, som kunde strida på egen hand och var kraftfullt mot jättar. 
Skirners uppdrag möttes av svårigheter. Han fick färdas över fjällen för att komma till jättarnas värld och kunde till sist passera muren av eld. Vid jättens gård väntande ilskna hundar och där satt också en herde på en hög. Denne undrade om Skirner tillhörde de levandes släkte och denne svarade då att han hade blivit skapad för leva en dag och uträtta sitt ärende. Skirne betyder "den skinande, solstråle" vilket förbinder honom med Frej, solguden.
Gerd visade sig svår att övertala. Det dög inte med gåvor (guldäpplen) eller högt skattad rikedom (ringen Draupner, vilken gav ifrån sig åtta guldringar var nionde natt). Hon sade att hon hade tillräckligt med egendomar. Skirner grep nu till våld och hotade med att hugga huvudet av henne, om hon inte gjorde som han sade. Nu tog han till sitt värsta hot i form av en magisk förbannelse:
"Hör mig jättar,
hör mig, rimtussar,
Suttungs söner
och asars släkte
hör mig förbanna,
hör mig förbjuda
denna mö all glädje med män.
Rimgrimne heter trollet
som skall ta dig
nere vid Hels grindar.
Under en trärot
skall där hans trälar
ge dig getpiss att dricka.
Ädlare dryck
skall aldrig du få
mö, efter din vilja
mö, efter min vilja.
Turs ristar jag dig
och tre stavar:
raseri och kättja
och tröstlös trånad.
Som jag ristat in
kan jag rista ut
om jag får orsak till det."
Inför det hemska hotet att drabbas av att leva i otillfredsställd åtrå gav Gerd med sig. Hon svarade att hon skulle möta Frej i lunden Barrö och där fira bröllop med honom.  Förlusten av Frejs svärd skulle stå honom dyrt senare i Ragnarök, då han svärdlös kommer att dödas av Surt. Enligt populär teori så gavs svärdet som brudgåva till Gerd (dvs hennes far) och hamnade sedermera i händerna på Surt; Frej blev sålunda dräpt av sin egen klinga. Varken Skírnirsmál, Lokasenna, Völuspa eller Gylfaginning säger dock uttryckligen detta och i Skírnirsmál hotar Skirner Gerd och hennes far med svärdets bruk snarare än lockar med det som pris.
Tolkningen av namnet Gerd är osäker. Gerd betyder "inhägnat (område)" och kan antyda att hon har drag av jordgudinna. Det kan också vara en kenning för hennes situation, omgärdad av murar och eld.